# Zheng Yanxiong
Zheng Yanxiong (xinès (Xina): 鄭雁雄)  (Shantou, 25 d'agost de 1963) és un polític xinès que actualment exerceix de director de l'Oficina de Salvaguarda de Seguretat Nacional del Govern Popular Central a la Regió Administrativa Especial de Hong Kong.

## Infància i educació
Zheng va néixer al districte de Chaonan (潮南区), Shantou (汕头市), província de Guangdong (广东省) l'agost de 1963. El juliol de 1984, es va graduar a la Universitat de Medicina Xinesa de Guangzhou (广州中医药大学), on va obtenir el títol de llicenciat en medicina. Després de la graduació, va començar a treballar a la universitat. Al maig de 1986, Zheng es va incorporar al Partit Comunista de la Xina (中国共产党).

## Carrera professional

### Guangzhou
El setembre del 1992, Zheng va ser nomenat cap del Departament de Treball Juvenil del Comitè Provincial de Guangdong de la Lliga de la Joventut Comunista de la Xina (中国共产主义青年团). Un any després, es va convertir en membre del Comitè Permanent del Comitè Provincial del Partit Comunista Xinès de Guangdong i va ser nomenat cap del Departament Urbà Rural del Comitè Provincial de Guangdong de la Lliga Juvenil Comunista de la Xina. El 1995, va obtenir un màster en economia per la Universitat Sun Yat-sen (中山大學). Es va convertir en secretari general adjunt de la sucursal sud de Diari del Poble (人民日报) el març de 1998 i després secretari general a partir del desembre del mateix any. El gener de 2002, va ser nomenat sotsdirector de l'Oficina de Recerca Política del Comitè Provincial de Guangdong del Partit Comunista de la Xina.

### Shanwei
El gener de 2005, va ser traslladat a Shanwei (汕尾市) i nomenat vicesecretari del Partit Comunista i secretari de la Comissió d'Inspecció de Disciplina. L'11 de gener de 2009 va ser ascendit a alcalde de Shanwei i, a l'agost, a secretari del Partit Comunista. Durant el seu mandat va ser el responsable de fer front a les protestes de Wukan.

### Tornada a Guangzhou
El juliol de 2013, Zheng va ser traslladat a Guangzhou i nomenat director adjunt executiu del departament de publicitat del Comitè Provincial de Guangdong del Partit Comunista de la Xina. El maig de 2018, es va convertir en secretari general adjunt executiu del Comitè Provincial de Guangdong del Partit Comunista de la Xina i director de l'Oficina Política del Comitè Provincial de Guangdong del Partit Comunista de la Xina. A l'octubre del mateix any, va ser ascendit a secretari general del Comitè Provincial de Guangdong del Partit Comunista de la Xina. El 29 de gener de 2019 va ser elegit membre del Comitè Permanent del Comitè Provincial de Guangdong del Partit Comunista de la Xina.

### Hong Kong
El 3 de juliol de 2020 va ser nomenat director de la recent creada Oficina de Salvaguarda de Seguretat Nacional del Govern Popular Central a la Regió Administrativa Especial de Hong Kong (中央人民政府驻香港特别行政区维护国家安全公署).